# Joanne Jackson
Joanne Jackson (ur. 12 września 1986 w Northallerton) – brytyjska pływaczka i rekordzistka świata.
Największym jej osiągnięciem jest brązowy medal igrzysk olimpijskich z Pekinu na 400 m stylem dowolnym. Srebrna medalistka Mistrzostw Świata w Pływaniu w Rzymie na dystansie 400 m i 800 m stylem dowolnym. Dwukrotna medalistka mistrzostw świata na krótkim basenie na 400 m stylem dowolnym i w sztafecie na 4 x 200 m stylem dowolnym. Na mistrzostwach Europy w Budapeszcie w 2006 roku zdobyła srebrny medal na 400 m stylem dowolnym. na kolejnych mistrzostwach europy w Eindhoven zdobyła srebro w sztafecie 4 x 200 m.
Podczas mistrzostw europy na krótkim basenie w Dublinie zdobyła złoty medal. Na kolejnych mistrzostwach Europy w Trieście zdobyła srebrny medal na 400 m stylem dowolnym. na tym samym dystansie w 2006 roku w Helsinkach zdobyła brązowy medal. Jest także medalistka Igrzysk Brytyjskiej Wspólnoty Narodów z Melbourne na 400 m i w sztafecie 4 x 200 m.
Jest siostrą Nicoli Jackson, również pływaczki.

## Rekordy świata
| Data            | Miejsce   | Basen      | Konkurencja           | Rezultat    | Status                                 |
| --------------- | --------- | ---------- | --------------------- | ----------- | -------------------------------------- |
| 16 marca 2009   | Sheffield | 50-metrowy | 400 m stylem dowolnym | 4:00,66 min | do 27 czerwca 2009 Federica Pellegrini |
| 8 sierpnia 2009 | Leeds     | 25-metrowy | 400 m stylem dowolnym | 3:54,29 min | do 24 listopada 2012 Camille Muffat    |